# Inicialoj dc
Inicialoj dc або i.d.c. (Ініціали dc) музичний проєкт заснований Еріком Ланґуйллатом в 2003 році у Франкфурті-на-Майні (Німеччина). Змішуючи жанри сучасної електронної та альтернативної попмузики, ініціали dc отримують свій барвистомий меланхолійний електропоп, в якому акустичні гітари поєднюються з пікантним барабанними машинами і пристроями з минулого століття.
Після перших концертів в 2003 році, за допомогою простого дискового мініконтролера, електрогітари і власного альбому (Popcorn for Diane, французькою та англійською мовами), проєкт швидко еволюціонував завдяки синхронізованому відеоматеріалу, який узгоджується з кожною піснею. У той самий час стали з'являтися пісні на есперанто, а концерти ініціалів dc стали регулярною програмою діств есперанто.
Після проведення заходів на місцевій художній сцені та у міжнародній спільноті есперантистів в 2007 році вийшло два альбоми (ОК і 16) та альбом Propaganda у 2009 році, в якому есперанто вже відіграє важливу роль. Крім того, презентація в мережі кількох відеороликів просуває ініціали dc як музично-художній проєкт.
Новий альбом Urbano є першим альбомом, що вийшов цілком на есперанто, і посприяв в розвитку цього оригінального проєкту.

## Дискографія
- 2007 - OK
  1. Kurso de Esperanto
  2. George Michael
  3. Ordonas ni
  4. TTY
  5. Hejmen

- 2009 - Propaganda

- 2010 - Urbano
  1. Printempo
  2. La majstro de ŝak’
  3. La dimanĉaj fotoj
  4. Furora danc’
  5. La kontraŭsenco
  6. Ĉie virinoj
  7. Ekstertera dolĉaĵ’
  8. Tatua papili’
  9. La pigra viv’
  10. Se via mano estus paraŝut’...
  11. La prembutono
  12. Pufmaizo
  13. Outrun

- 2012 -  Signoj de viv' 
  1. La Malpeza Dormo
  2. Nek ĝojo nek pen’
  3. La Grizeco
  4. Ni en milionoj
  5. Ŝia Ridet’
  6. Alia Temo
  7. La Fina Venk’
  8. Rendevuo
  9. La Monvampiro
  10. Amiko sen vizaĝ’
  11. Signoj de viv’

- 2017 - La Granda Aventuro
  1. Li revenas
  2. Nokta Stirado
  3. Las Vegas
  4. Mistera Paro
  5. Dank’ al Kate
  6. Felisedo de nokto
  7. Tempomaŝino
  8. La Vivo nigrablanka
  9. Perfekta Ferio
  10. Ĝis la pluv’

## Зовнішні посилання
- Retejo ĉe Bandcamp [Архівовано 31 серпня 2017 у Wayback Machine.] знайти й придбати всі альбоми
- Inicialoj dc у соцмережі «Твіттер»